# Асотин (Вашингтон)
Асотин (енгл. Asotin) град је у америчкој савезној држави Вашингтон. По попису становништва из 2010. у њему је живело 1.251 становника.

## Демографија
Према попису становништва из 2010. у граду је живело 1.251 становника, што је 156 (14,2%) становника више него 2000. године.
| Група             | 2000.         | 2010.         |
| Белци             | 1.053 (96,2%) | 1.154 (92,2%) |
| Афроамериканци    | 2 (0,2%)      | 12 (1,0%)     |
| Азијати           | 4 (0,4%)      | 8 (0,6%)      |
| Хиспаноамериканци | 17 (1,6%)     | 28 (2,2%)     |
| Укупно            | 1.095         | 1.251         |